# 西蜀鱷屬
西蜀鱷屬（學名：Hsisosuchus）是種已滅絕鱷形類，生存於侏羅紀中晚期的中國，目前已發現三個種。大山舖西蜀鱷生存於侏儸紀中期，重慶西蜀鱷、周氏西蜀鱷失存於侏儸紀晚期。西蜀鱷是種中型掠食動物，身長可能小於3公尺。

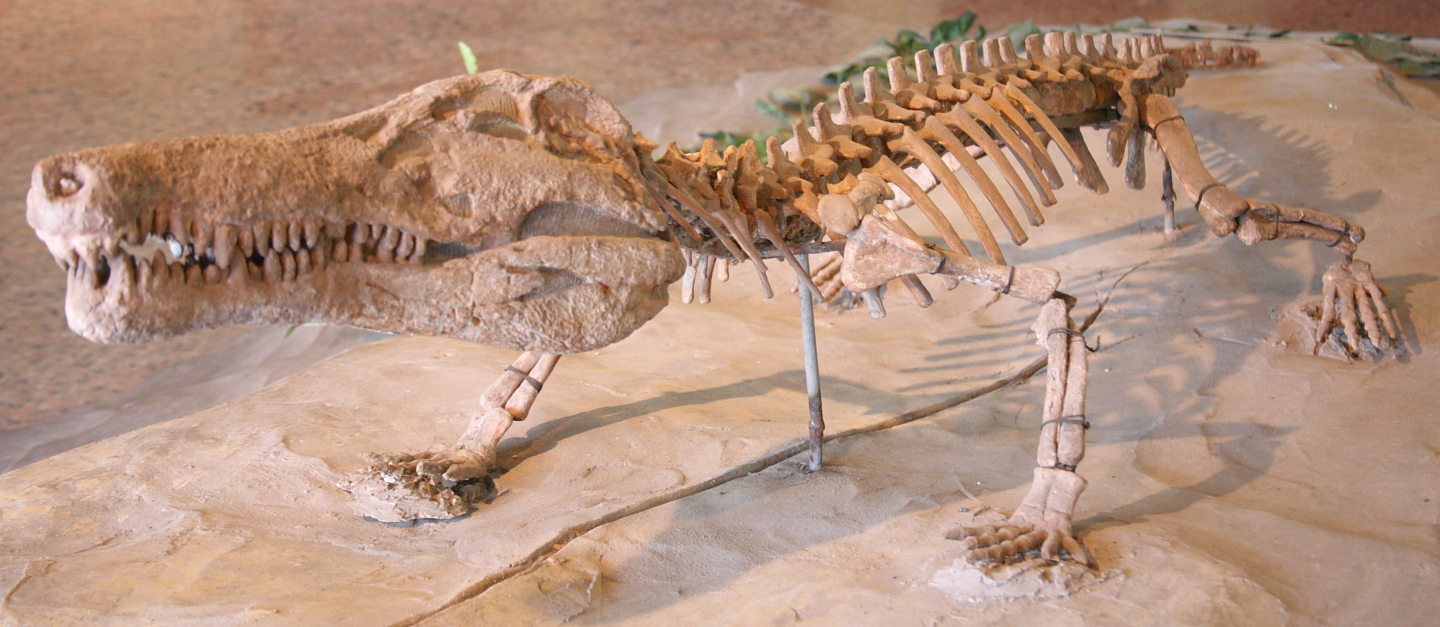
西蜀鱷的骨架模型

重慶西蜀鱷的化石發現於重慶市附近的上沙溪廟組地層。正模標本是一個頭顱骨與尾部鱗甲。之後發現一個更完整的化石，包含部分身體骨骼，補充重慶西蜀鱷的身體特徵資訊。
大山舖西蜀鱷的化石發現於下沙溪廟組地層。周氏西蜀鱷的化石也發現於上沙溪廟組，正模標本是一個接近完整的頭顱骨、下頜、大部分脊椎、部分肩帶、部分骨盆、大部分前肢、後肢碎片、多塊鱗甲。頭顱骨長度約25公分。與其他種相比，周氏西蜀鱷的頭顱骨、身體骨骼有一些不同特徵。